# Pseudocordylus transvaalensis
Espèce
Synonymes
- Pseudocordylus subviridis transvaalensis 
Fitzsimons, 1943
- Cordylus transvaalensis (Fitzsimons, 1943)

Statut CITES
Pseudocordylus transvaalensis est une espèce de sauriens de la famille des Cordylidae.

## Répartition
Cette espèce est endémique du Limpopo en Afrique du Sud.

## Étymologie
Son nom d'espèce, composé de transvaal et du suffixe latin -ensis, « qui vit dans, qui habite », lui a été donné en référence au lieu de sa découverte, le Transvaal.

## Publication originale
- FitzSimons, 1943 : The lizards of South Africa. Transvaal Museum Memoir, n. 1, p. 1–528.